# Wer ist Clark Rockefeller?
Wer ist Clark Rockefeller? ist ein US-amerikanischer Fernsehfilm, der 2010 unter der Regie von Mikael Salomon erschien. Er adaptiert die Lebensgeschichte von Christian Gerhartsreiter, der Ende der 1970er Jahre in die Vereinigten Staaten reiste und sich dort unter anderem als Clark Rockefeller, als Mitglied der Familie Rockefeller ausgab.
Die Dreharbeiten fanden im Oktober 2009 in Toronto statt. Erstmals ausgestrahlt wurde der Film am 13. März 2010 im Programm von Lifetime Television.

## Handlung
Christian Karl Gerhartsreiter reiste Ende der 1970er Jahre in die Vereinigten Staaten. Dort war es ihm auf brillante Weise gelungen, sich erfolgreich als „Clark Rockefeller“ auszugeben. Er begann seine Hochstaplerkarriere zunächst als Talkshow-Moderator, dann sogar als Pentagon-Berater, bevor er schließlich behauptete, Erbe der berühmten Rockefeller-Familie zu sein. Vom Erfolg seiner früheren Betrügereien überzeugt, wurde Clark schnell zu einem bekannten und hoch angesehenen Mitglied der Bostoner High Society. Damit bahnte er sich seinen Weg in das Leben der Millionärin Sandra Boss und dem renommierten Unternehmensberatung McKinsey & Company. Clark und Sandra heirateten und bekamen eine Tochter. Doch die Ehe hielt nur zwölf Jahre. Da Sandra nach der Scheidung das alleinige Sorgerecht zugesprochen wurde, veranlasste dies Clark dazu, seine geliebte Tochter zu entführen. Sandras Suche nach ihrer Tochter, bei der sie auch das FBI einschaltete, enthüllte letztendlich Clarks lebenslanges Betrugsspiel, auf das die halbe Welt hereingefallen war.

## Kritik
Der Filmdienst schrieb: „Fernsehthriller nach der wahren Geschichte des Betrügers Christian Karl Gerhartsreiter, der sich unter anderem als Mitglied der Milliardärs-Familie Rockefeller ausgab. Der Film konzentriert sich auf seine unter falscher Identität eingegangene Ehe mit der Millionärin Sandra Boss sowie Gerhartsreiters Entführung ihrer gemeinsamen Tochter nach der Scheidung, wodurch seine Betrügereien aufflogen. Solide inszeniert und in den Hauptrollen gut besetzt, findet der Film aber keinen originellen Zugang zur Hochstapler-Thematik und vertraut vor allem auf melodramatische Szenen einer Beziehung unter unguten Voraussetzungen.“
Die Kritiker der Fernsehzeitschrift TV Spielfilm urteilten: „Thrillerdrama nach der wahren Geschichte von Christian Gerhartsreiter, der Bostons Wirtschaftselite nach Strich und Faden ausgenommen hat. Trickbetrügerkrimi aus Opferperspektive, stark!“